# Collet de l'Escopeter
El Collet de l'Escopeter és una collada situada a 779,3 metres d'altitud. Està situat en el terme municipal de Sant Quirze Safaja, de la comarca del Moianès.
Està situat en el sector nord del terme, al nord de la masia de la Rovireta, en el Serrat de la Codina. És a la dreta del torrent de la Collada, al sud-oest de la Collada